# Парусный спорт на летних Олимпийских играх 1976
Парусный спорт на летних Олимпийских играх 1976 года
Парусный спорт на XXI летних Олимпийских играх был представлен шестью дисциплинами. Из шести дисциплин две дисциплины являлись мужскими; после длительного перерыва с 1900 года в Олимпийских играх появились открытые классы, в которых могли участвовать женщины.
Соревнования по парусному спорту проводились на акватории озера Онтарио около города Кингстон, провинция Онтарио.
Только на эти Игры «Темпест» заменил класс «Звёздный».

## Классы яхт
- Олимпийские классы яхт 1976 года
- Слева-направо: швертбот «Финн», швертбот «470», швертбот «Летучий голландец», катамаран «Торнадо», килевая яхта «Темпест», килевая яхта «Солинг»

## Медалисты

### Мужчины
|                                           | Золото                          | Серебро                                    | Бронза                           |
| 470 двухместный швертбот 28 яхт в классе  | ФРГ · Франк Хюбнер · Харро Боде | Испания · Антонио Горостеги · Педро Мильет | Австралия · Иан Браун · Иан Рафф |
| Финн одноместный швертбот 28 яхт в классе | Йохен Шюман ГДР                 | Андрей Балашов СССР                        | Джон Бертранд Австралия          |

### Открытые классы
|                                                        | Золото                                                              | Серебро                                               | Бронза                                               |
| Летучий голландец двухместный швертбот 20 яхт в классе | ФРГ Йёрг Диш Эккарт Диш                                             | Великобритания · Родни Пэттисон · Джульен Брук Хайтон | Бразилия · Риналду Конрад · Петер Фиккер             |
| Солинг килевая яхта 24 яхты в классе                   | Дания · Поул Рихард Хой Енсен · Вальдемар Бандоловски · Эрик Хансен | США · Джон Колиус · Уолтер Глазго · Ричард Хёпфнер    | ГДР · Дитер Белов · Михаэль Цахрис · Олаф Энгельхард |
| Темпест двухместная килевая яхта 16 яхт в классе       | Швеция · Юн Альбрехтссон · Ингвар Ханссон                           | СССР · Валентин Манкин · Владислав Акименко           | США · Деннис Коннер · Конн Финдли                    |
| Торнадо двухместный катамаран 14 яхт в классе          | Великобритания · Рег Уайт · Джон Осборн                             | США · Дэвид Макфолл · Майкл Ротуэлл                   | ФРГ Йорг Шпенглер Йорг Шмалль                        |

## Страны
| №  | Страна         | Золото | Серебро | Бронза | Медали |
| 1  | ФРГ            | 2      | 0       | 1      | 3      |
| 2  | Великобритания | 1      | 1       | 0      | 2      |
| 3  | ГДР            | 1      | 0       | 1      | 2      |
| 4  | Дания          | 1      | 0       | 0      | 1      |
| 4  | Швеция         | 1      | 0       | 0      | 1      |
| 6  | США            | 0      | 2       | 1      | 3      |
| 7  | СССР           | 0      | 2       | 0      | 2      |
| 8  | Испания        | 0      | 1       | 0      | 1      |
| 9  | Австралия      | 0      | 0       | 2      | 2      |
| 10 | Бразилия       | 0      | 0       | 1      | 1      |

## Факты
- В классе "Темпест" экипаж из Великобритании Уоренн – Хант (Alan Warren — David Hunt) питал обоснованные надежды улучшить результат предыдущей олимпиады (серебро). Эти надежды не оправдались.

Гонщиков это настолько расстроило, что после последней гонки, они подошли к катеру обеспечения, попросили канистру с бензином, облили им свой «Темпест» и подожгли его. Не дожидаясь, когда объятая пламенем яхта утонет в озере Онтарио, на этом же катере яхтсмены уехали на берег.— Поздравляем Владислава Ивановича Акименко с 60-летием! ВФПС (5 марта 2013). Дата обращения: 18 октября 2016. Архивировано 19 октября 2016 года.